# Passifloraceae
Las pasifloráceas (Passifloraceae) son una familia de fanerógamas de zonas tropicales, semitropicales y templadas, perteneciente al orden Malpighiales, al que se incorporó según el Sistema de clasificación APG II. Se naturaliza en zonas templadas. Se cultiva como ornamental.

## Descripción
Árboles, arbustos o lianas, a veces herbáceas; las lianas trepan mediante zarcillos axilares (pedúnculos florales estériles). Hojas alternas con estípulas (a veces caedizas). Flor hermafrodita, a veces unisexual, y entonces las plantas son monoicas (salvo en el género Adenia); generalmente hipoginas (a veces de ovarios medios); cáliz con 5 sépalos libres, a veces cortamente soldados en la base; corola con 5 pétalos libres, o bien, cortamente soldados en la base; entre la corola y los estambres, aparece una "corona" de filamentos petaloideos, o estaminodios anchos; anteras de 5 estambres que salen del ginóforo, con anteras grandes y vistosas; gineceo súpero, de tri- a pentacarpelar, sincárpico. Fruto en cápsula o baya.

## Géneros

### Subfamilia Malesherbioideae
- Malesherbia Ruiz & Pav.

### Subfamilia Passifloroideae
| Tribu Paropsieae - Androsiphonia Stapf - Barteria Hook.f. - Paropsia Noronha ex Thouars - Paropsiopsis Engl. - Smeathmannia Sol. ex R.Br. - Viridivia J.H.Hemsl. & Verdc. Tribu Passifloreae - Adenia Forssk. - Ancistrothyrsus Harms | - Basananthe Peyr. - Crossostemma Planch. ex Benth. - Deidamia Noronha ex Thouars - Dilkea Mast. - Efulensia C.H.Wright - Hollrungia K.Schum. - Mitostemma Mast. - Passiflora L. - Schlechterina Harms |

### Subfamilia Turneroideae
| - Adenoa Arbo - Erblichia Seem. - Hyalocalyx Rolfe - Loewia Urb. - Mathurina Balf.f. | - Piriqueta Aubl. - Stapfiella Gilg - Streptopetalum Hochst. - Tricliceras Thonn. ex DC. - Turnera L. |

### Géneros excluidos
- Abatia Ruiz & Pav. → Salicaceae
- Aphaerema Miers → Salicaceae[4]